# جوليا غارنر
جوليا غارنر (ولدت في 1 فبراير 1994) ممثلة وعارضة أمريكية بعد أن شاركت في دور «ساره» في فيلم مارثا مارسي ماي مارلين (2011) وأيضا دورها مع إيما واتسون في فيلم مزايا أن تكون خجولا (2012).

## نشأتها
ولدت غارنر في حي ريفرديل في ذا برونكس بنيويورك كانت والدتها ، تامي غينغولد ، طبيبة نفسية ، لديها مهنة ناجحة كممثلة كوميدية في وطنها إسرائيل. والدها ، توماس غارنر ، رسام ومعلم فنون ، أصله من شاكر هايتس ، أوهايو. غارنر يهودية مثل والدتها.

## روابط خارجية
- جوليا غارنر على موقع IMDb (الإنجليزية)
- جوليا غارنر على موقع روتن توميتوز (الإنجليزية)
- جوليا غارنر على موقع ألو سيني (الفرنسية)
- جوليا غارنر على موقع أول موفي (الإنجليزية)
- جوليا غارنر على موقع قاعدة بيانات الفيلم (الإنجليزية)